# 東京国際ヴィオラコンクール
東京国際ヴィオラコンクール（とうきょうこくさいヴィオラコンクール、英 Tokyo International Viola Competition）は、東京で開催されるクラシック音楽のコンクール。世界的ヴィオラ奏者・今井信子の提唱により、アジア太平洋地域唯一のヴィオラ単独のコンクールとして2009年に創設された。開催は3年に一度で、5月末から6月にかけて審査が行われる。なお2021年予定の第5回は2022年に延期となりました。

## 概要
1992年、今井信子主導のもとヴィオラの祭典「ヴィオラスペース」がスタート。優れたヴィオラ曲の紹介と新作発表、若手奏者の育成をテーマとして、コンサートと若手のための公開マスタークラスを毎年開催している。その活動の一環として創設された東京国際ヴィオラコンクールもまた、コンペ以外に審査に通過しなかった出場者を含めたマスタークラスを開催している。第1回、第2回の会場は日本製鉄紀尾井ホール、第3回は上野学園石橋メモリアルホール。
入賞者は、コンクールの直後に今井ら審査員とともに、大阪、名古屋、倉敷でコンサートを行う。

## 開催年と入賞者

### 第1回（2009年）
| 順位・賞 | 入賞者                                                               | 国籍         |
| -------- | -------------------------------------------------------------------- | ------------ |
| 第1位    | セルゲイ・マーロフ Sergey Malov                                      | ロシア       |
| 第2位    | ディミトリ・ムラト Dimitri Murrath                                   | ベルギー     |
| 第3位    | ファイト・ベネディクト・ヘルテンシュタイン Veit Benedikt Hertenstein | ドイツ       |
| 特別賞   | ミレナ・パハロ＝バン デ スタット Milena Pajaro-Van De Stadt          | アメリカ     |
| 特別賞   | ウェイティン・クオ Wei-Ting KUO                                      | 台湾         |
| 特別賞   | リッリ・マイヤラ Lilli Maijala                                       | フィンランド |

- 審査委員長：今井信子
- 審査委員：キム・カシュカシアン、ガース・ノックス、トーマス・リーブル、ジャン・シュレム、店村眞積、堤剛
- 審査日程：2009年5月23日〜5月31日
- 審査会場：紀尾井ホール

### 第2回（2012年）
| 順位・賞 | 入賞者                                  | 国籍     |
| -------- | --------------------------------------- | -------- |
| 第1位    | ウェンティン・カン Wenting Kang         | 中国     |
| 第2位    | バーバラ・ブントロック Barbara Buntrock | ドイツ   |
| 第3位    | 牧野葵美 Kimi Makino                    | 日本     |
| 特別賞   | アドリエン・ボワソー Adrien Boisseau    | フランス |
| 特別賞   | エレヌ・クレモント Helene Clement       | フランス |
| 特別賞   | アンドレア・ブルガー Andrea Burger      | スイス   |

- 審査委員長：今井信子
- 審査委員：川崎雅夫、ガース・ノックス、トーマス・リーブル、ジャン・シュレム
- 審査日程：2012年5月26日〜6月3日
- 審査会場：紀尾井ホール

### 第3回（2015年）
| 順位・賞 | 入賞者                                        | 国籍          |
| -------- | --------------------------------------------- | ------------- |
| 第1位    | アンドレア・ブルガー Andrea Burger            | スイス        |
| 第2位    | 東条慧 Kei Tojo                               | 日本          |
| 第3位    | ルイーズ・デジャルダン Louise Desjardins      | フランス      |
| 特別賞   | ゲオルギー・コバリョフ Georgy Kovalev         | ロシア/ドイツ |
| 特別賞   | アレクサンダー・ミッチェル Alexander Mitchell | イギリス      |

- 審査委員長：今井信子
- 審査委員：アントワン・タメスティ、ハリオルフ・シュリヒティヒ、パメラ・フランク、野平一郎
- 審査日程：2015年5月30日〜6月7日
- 審査会場：上野学園 石橋メモリアルホール

### 第6回（2025年）
決勝は5月31日日本製鉄紀尾井ホール
| 順位・賞 | 入賞者                         |
| -------- | ------------------------------ |
| 第1位    | イーシュウ・リン（中国）       |
| 第2位    | 笠井⼤暉（⽇本）               |
| 第3位    | エマド・ゾルファガリ（カナダ） |

## 組織・運営

### 第1回
- 主催：東京国際ヴィオラコンクール実行委員会
- 共催：テレビ朝日、財団法人 新日本鐵文化財団
- 後援：朝日新聞社
- 特別協賛：NTTファイナンス株式会社
- 助成：上野学園大学、東京藝術大学音楽部、桐朋学園大学、新宿ワシントンホテル
- 制作：テレビマンユニオン

### 第2回
- 主催：東京国際ヴィオラコンクール実行委員会
- 特別協賛：NTTファイナンス株式会社
- 協賛：NTTコムウェア株式会社、中日本高速道路株式会社、Tarisio
- 助成：公益財団法人 新日鉄文化財団、公益財団法人 朝日新聞文化財団、公益財団法人 野村財団、公益財団法人 ローム ミュージック ファンデーション
- 協力：学校法人 上野学園、上智大学、東京藝術大学音楽部、桐朋学園大学
- オフィシャル・エアライン：オーストリア航空
- 後援：外務省
- 制作：テレビマンユニオン

### 第3回
- 主催：東京国際ヴィオラコンクール実行委員会
- 共催：上野学園 石橋メモリアルホール
- 特別協賛：NTTファイナンス株式会社
- 協賛：NTTコムウェア株式会社、中日本高速道路株式会社
- 助成：一般社団法人 東京倶楽部、公益財団法人 朝日新聞文化財団、公益財団法人 ローム ミュージック ファンデーション、公益財団法人 日本音楽財団
- 協力：フジテレビ、学校法人 上野学園、桐朋学園大学
- オフィシャル・エアライン：オーストリア航空
- 後援：外務省、台東区
- 制作：テレビマンユニオン